# 古列加
《桓檀古记》认为，前238年，檀君朝鲜君主古列加棄位入山，修道登仙。宗室大解慕漱據故都白岳山，稱爲天王郞，建立北扶余。封須臾侯箕否（哀王準之父）爲番朝鮮王。